# Balthasar van der Ast

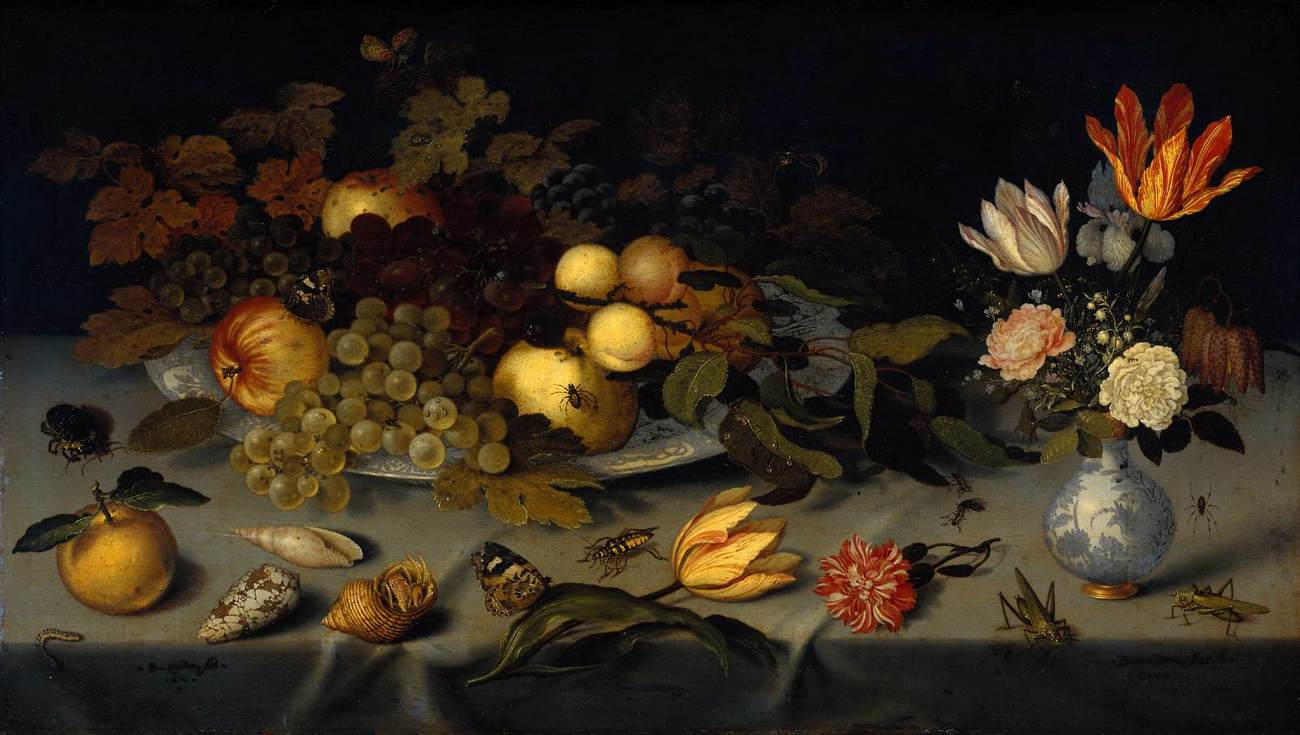
Stilleven met vruchten en bloemen, 1620-1621, Rijksmuseum, Amsterdam

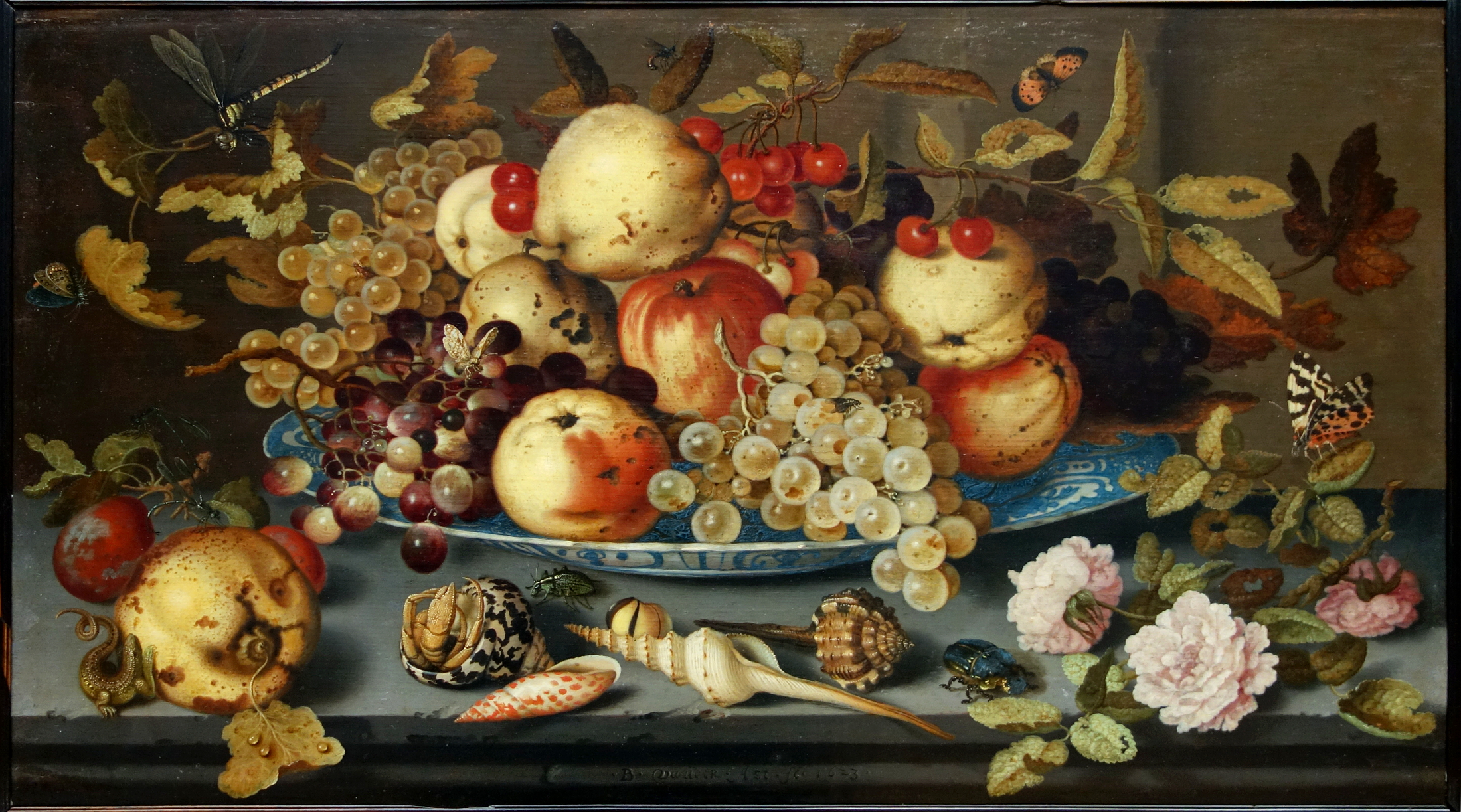
Fruit, schelpdieren en insecten, 1623, Museum voor Schone Kunsten, Rijsel

Balthasar van der Ast (waarschijnlijk Middelburg, 1593 of 1594 - begraven Delft, 19 december 1657) was een Nederlands kunstschilder van bloemstillevens.

## Leven
Balthasar van der Ast werd geboren tussen 30 juni 1593 en 13 september 1594. Hij was een zoon van een rijke Middelburgse koopman die in 1609 vroegtijdig overleed. Balthasar trok in bij zijn zus Maria en studeerde bij zijn zwager Ambrosius Bosschaert in Middelburg, wiens kinderen Abraham en Ambrosius jr. hij later zou opvoeden. Hij verhuisde met zijn zus en zwager in 1615 naar Bergen op Zoom. Enkele jaren later verhuisde hij naar Utrecht. Daar wordt hij in 1619 vermeld als lid van het Sint-Lucasgilde. Hij raakte nauw bevriend met Roelant Savery, met wie hij een interesse in bloemen en dieren deelde. In 1632 verhuisde hij naar Delft, waar hij Margrieta Jans van Buijeren trouwde en waar hij de rest van zijn leven doorbracht.

## Werk
Van der Ast schilderde zeer verfijnde stillevens van fruit en bloemen in de trant van Bosschaert. Zijn composities en zijn kleurgebruik zijn zeer afgewogen. Geleidelijk werden zijn werken groter en complexer, tot hij later in zijn lange loopbaan pronkstillevens in de trant van Jan Davidsz. de Heem schilderde.
Zijn leerlingen waren onder andere Ambrosius jr., Johannes en Abraham Bosschaert, Anthony Claesz (II), Johannes Baers en Jan Davidsz. de Heem